# Sălcioara (Dâmbovița)
Pour les articles homonymes, voir Sălcioara.
Sălcioara est une commune du județ de Dâmbovița en Roumanie.